# Frauenricht
Frauenricht ist ein Dorf (auch Frauenried) und eine ehemalige bayerische Gemeinde. Es ist heute ein Gemeindeteil von Weiden in der Oberpfalz. Es gehört zur katholischen Kirchengemeinde  St. Dionysius in Neunkirchen bei Weiden (Ortsteil Neunkirchen).

## Geschichte
Die politische Gemeinde Frauenricht mit den Gemeindeteilen Frauenricht, Halmesricht, Latsch und Spitalöd wurde 1818 durch das Gemeindeedikt in Bayern errichtet. Am 1. Juli 1972 wurde Frauenricht nach Weiden eingemeindet.
2022 wurde anlässlich des Jubiläums zur Eingemeindung eine Tafel mit Informationen zum Ort aufgestellt.
Auszug aus dem Text der Tafel
Frauenricht ist bereits 1301 als Frawnreut erwähnt. Die Entstehung des Namens kommt vom Ursprung als Rodungssiedlung. Noch heute findet sich das Sinnbild der rodenden Frau im Dorfwappen. Die Zeit der Rodung lässt sich auf das 11.–12. Jahrhundert beziffern. Zu dieser Zeit wurden im Auftrag des Landesherrn die Waldflächen zum Zwecke der Neubesiedlung gerodet. Zu Anfang siedelten sich vermutlich drei Höfe an, welche ihre Abgaben an die Gebrüder Nothaft zahlten. Frauenricht blieb bis 1406 in deren Besitz. Im Jahre 1588 waren im Ort, bezeichnet als Fraunrieth, 13 Bauern auf 13 Höfen ansässig. Der Viehbestand zählte damals 42 Pferde, sieben Ochsen, 65 Kühe, 56 Jungrinder, 44 Schweine, 130 Schafe und vier Bienenvölker. Der Dreißigjährige Krieg hat auch in Frauenricht Spuren hinterlassen. So wurden zwei Anwesen niedergebrannt, drei niedergerissen und zwei waren baufällig. Um 1800 bestand das Dorf aus 18 Häusern und rund 124 Einwohnern und gehörte zu Parkstein. Besonders gegen Ende des 2. Weltkriegs geriet Frauenricht unter Beschuss, wobei auch ein Hof in Brand gesetzt und schwer zerstört wurde. Im Jahre 1961 zählte Frauenricht 160 Einwohner. In den weiteren dazugehörigen Gemeindeteilen Halmesricht wohnten zu dieser Zeit 49 Einwohner, in Latsch 142 und in Spitalöd zwei Einwohner. Der Gemeindegrund erstreckte sich früher mit den Grenzen Weidingbach, Wallensteinstraße, die Straße Am Alten Dorf und die Ermersrichter Straße bis weit ins heutige Stadtgebiet hinein. Somit gehörte auch die früher fruchtbare Ackerfläche des heutigen Stockerhuts und des Mühlweg dazu. Am 1. Juli 1972 wurde die Gemeinde Frauenricht, welche damals zum Landkreis Neustadt gehörte, im Rahmen der Eingemeindung ein Stadtteil der kreisfreien Stadt Weiden i. d. OPf. Heute hat Frauenricht rund 150 Einwohner und das ehemalige Gemeindegebiet mit Halmesricht und Latsch insgesamt rund 250 Einwohner. Die früher für die Frauenrichter Höfe prägende Rinder- und Milchviehhaltung hat sich inzwischen zur Haltung von Reitpferden gewandelt. So gibt es inzwischen keine Schweine- und Rinderhaltung mehr. Neben zahlreichen Pferden sind noch einzelne Schafe und zahlreiches Federvieh- und Bienenvölker nach wie vor in Frauenricht zu finden. Die Freiwillige Feuerwehr Frauenricht, welche im Jahr 1978 ihr 100-jähriges Jubiläum feierte und 1990 das neue Feuerwehrhaus einweihen durfte, ist nach wie vor fester Bestandteil der Dorfgemeinschaft. Der dörfliche Charakter von Frauenricht mit seinem zentral gelegenem Dorfweiher und den  landwirtschaftlich geprägten Ursprungsanwesen wurde auch mit der Erweiterung durch die Wohnbebauung erhalten.

## Wirtschaft
In Frauenricht sind mehrere kleine Unternehmen angesiedelt. Das Unternehmen Dorfkueche ist ein Feinkostbetrieb für Salatdressings und Genussbotschafter-Betrieb der Metropolregion Nürnberg für die Nordoberpfalz. Das ansässige Unternehmen Kreativmaleins ist eine international ausgezeichnete Werbeagentur. Diese wurde unter anderem zweifach beim GermanDesign Award ausgezeichnet und erhielt fünf Mal in Folge den Deutschen Agenturpreis.